# Juilliard School

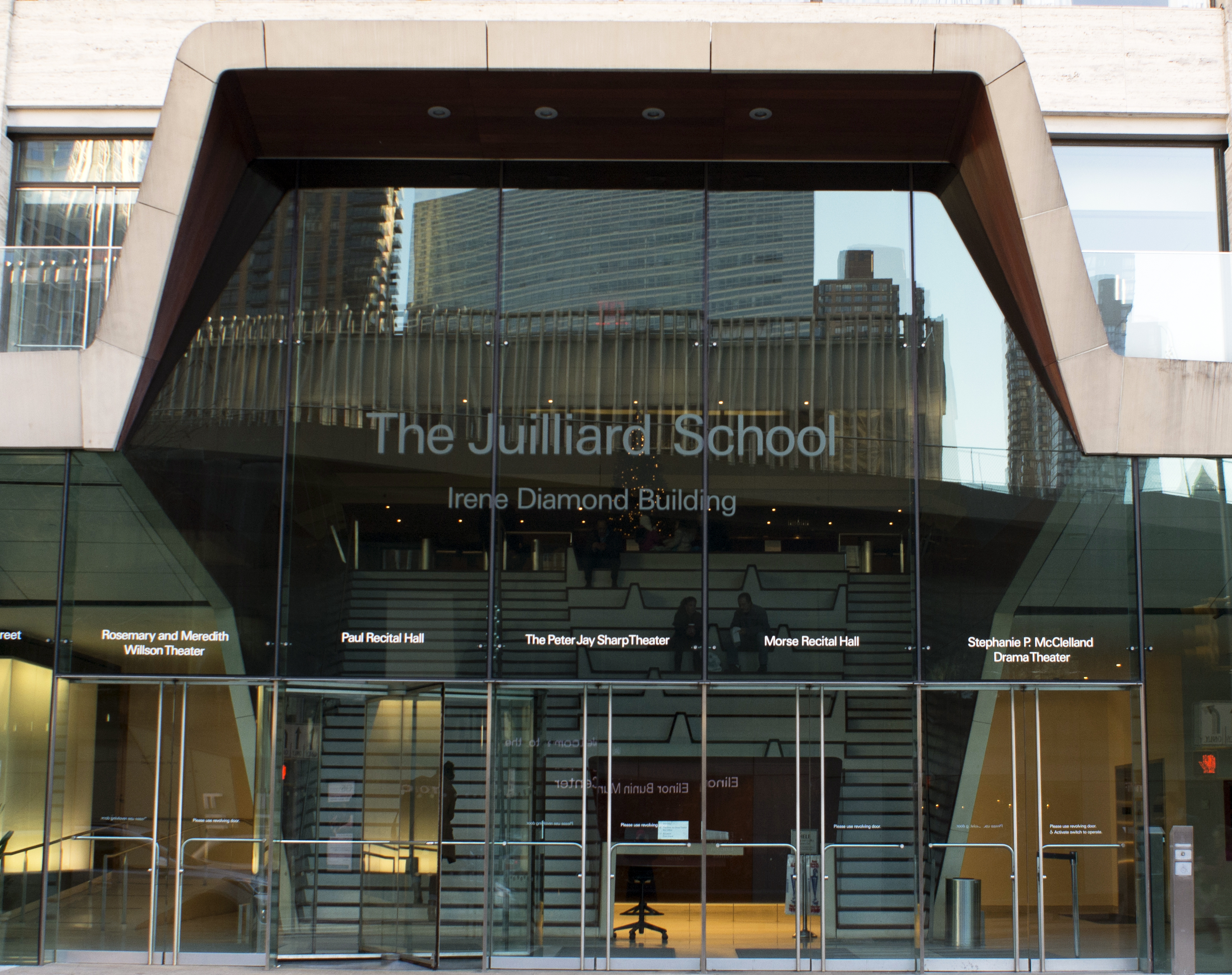
Juilliard School, Irene Diamond Building.

The Juilliard School är en skola på Manhattan i New York för samlad utbildning av musiker, dansare och skådespelare inom både populära och klassiska genrer. 

## Historik
Skolan grundades 1905, under namnet Institute of Musical Art, för att fylla behovet av ett avancerat musikkonservatorium i USA, så att begåvade elever skulle slippa åka till Europa för sin vidareutbildning. Skolan var planerad för 100 elever, men redan första året fick man 500. 1920 startades stiftelsen Juilliard Foundation i New York, uppkallad efter handelsmannen Augustus Juilliard. Stiftelsen investerade avsevärda summor i amerikanskt musikliv och startade 1924 musikskolan Juilliard Graduate School, som vände sig till lite yngre elever än institutet.
1926 slogs de två skolornas centrala administration ihop, men fortsatte att drivas som separata skolor. 1933 startade institutet kvällskurser för vuxna elever, en verksamhet som fortfarande finns kvar. 
1946 slogs skolorna helt ihop och fick namnet Juilliard School of Music. Med tiden breddade skolan sitt fokus, först med en avdelning för dans 1951 och 1968 för teater (under ledning av John Houseman). Breddningen av verksamheten ledde till att skolan 1969 bytte namn till Juilliard School. 2001 utökades avdelningen för musik med ett jazzorienterat program.

## Elever
Dagens Juilliard School har ca 800 eftertraktade elevplatser: drygt 600 platser för musikelever och 90 för dans respektive teater. Antalet sökande är så högt att bara ca 8 procent antas. Skolavgiften ligger på 30 000 dollar per skolår exklusive kurslitteratur, måltider och studentrum. Enligt skolans webbsida bör föräldrar räkna med en årskostnad på ca 50 000 dollar, men närmare 80 procent av eleverna får sina studier helt eller delvis finansierade via olika stipendier.
Bland före detta elever märks violinisterna Itzhak Perlman och Pinchas Zukerman, cellisten Yo-Yo Ma, trumpetaren Miles Davis, pianisten Jordan Rudess, sångerskan Nina Simone och kompositören Henry Mancini, samt skådespelarna William Hurt, Kevin Kline, Kevin Spacey och Robin Williams.